# Xã Walnut Creek, Quận Holmes, Ohio
Xã Walnut Creek (tiếng Anh: Walnut Creek Township) là một xã thuộc quận Holmes, tiểu bang Ohio, Hoa Kỳ. Năm 2010, dân số của xã này là 3.821 người.